# Pierre Rouvier
Pour les articles homonymes, voir Rouvier.
Pierre Rouvier (Aix-en-Provence, 1741- Perpignan, 1818) est un peintre miniaturiste français, l'un des plus renommés de son temps.

## Biographie

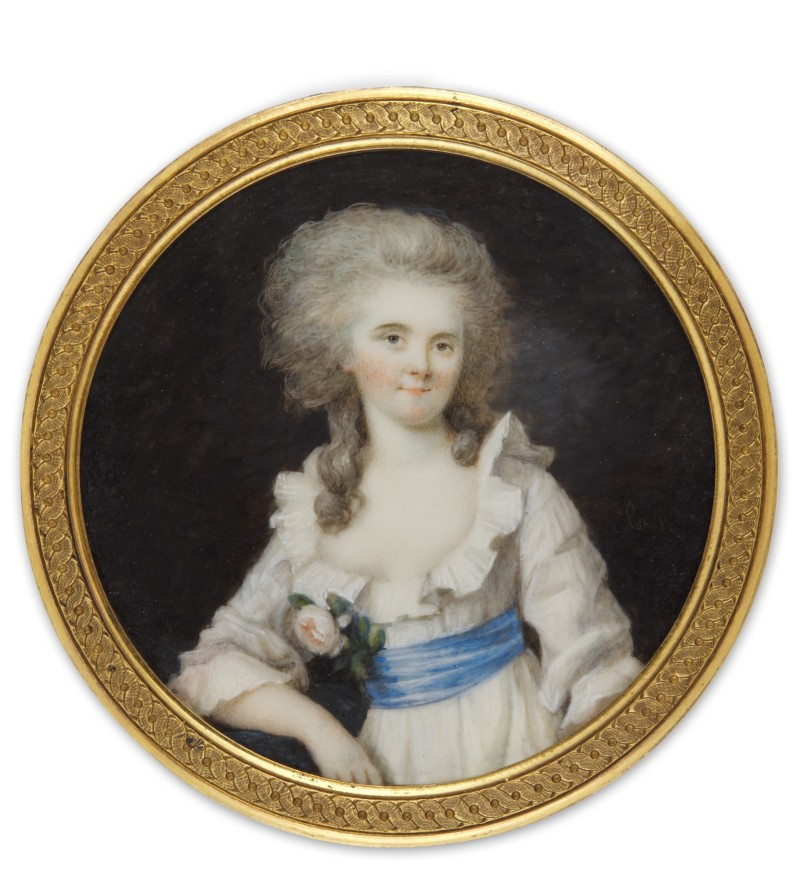
Portrait d'Ursula Funguerlin, née Scherer (aquarelle sur ivoire, 1781, signée), ancienne coll. Erika Pohl, non localisée.

Originaire de Provence, Rouvier monte à Paris et est reçu à l'Académie royale de peinture et de sculpture en janvier 1770, sous le patronage du peintre enseignant François d'André-Bardou (1700-1783) et recommandé par le marquis de Marigny.
Influencé par Pierre Adolphe Hall, il expose des portraits et des scènes de genre sous la forme de miniatures au Salon de la Correspondance en 1779 et 1782, organisé par Pahin de La Blancherie. Son style évolue ensuite pour se rapprocher de celui de Louis Marie Sicard.
Après 1786, ses œuvres se font plus rares et permettent à l'artiste de s'exprimer dans un style plus libre, introduisant des compositions plus ambitieuses avec accessoires.
Au moment de la Révolution française, il livre des motifs gravés par Charles-Ange Boily, dont le frontispice destiné à l'essai de Benjamin-Sigismond Frossard, La Cause des esclaves negres et des habitans de la Guinée (Lyon, 1789). Le Courrier patriotique des départements de l'Isère... informe qu'il vit en janvier 1793 à Lyon, où il semble avoir d'importantes attaches, dont le peintre miniaturiste Louis-Marie Dulieu de Chenevoux qui fit son portrait.
Il ne doit pas être confondu avec le peintre suisse Daniel Jean Louis Rouvière (1750-1825).

### Famille
Pierre Rouvier est baptisé en l'église Sainte-Madeleine à Aix-en-Provence le 8 septembre 1741. Il est le fils de Pierre Rouvier et de Louise Salomon, mariés dans la même paroisse le 10 février 1739. Le couple aura d'autres enfants, Marthe-Pauline l'année suivante, le 9 août 1742, Joseph-Louis le 20 août 1744 et Laurent-Toussaint le 31 octobre 1747.
En 1773, il épouse à Chambéry Rose Gaudin, originaire de cette ville. L'acte de mariage nous apprend que Pierre Rouvier est alors domicilié à Grenoble. Le 11 mai 1774, un premier fils de Pierre et Rose prénommé Étienne est baptisé en la paroisse Saint-Hugues à Grenoble. L'enfant mourra quelques jours après. Puis le 7 août 1775 nait Pierre-Ambroise-Hippolyte. C'est probablement vers 1776 ou 1777 que Rouvier s'installe à Paris. Un autre de ses enfants, Antoine-Charles Rouvier est décédé à Paris au Petit-Montrouge en mai 1778 ; il est alors âgé de neuf mois. Les archives de Grenoble ne font pas apparaître son baptême dans les registres de la paroisse Saint-Hugues durant l'été 1777. On peut en déduire que Rouvier est probablement alors dans la capitale. Un autre enfant naît à Paris en 1779, prénommé Antoine-Denis. On apprend par le mariage de ce dernier à Perpignan en 1815 que ses parents demeurent à Villeurbanne, où Rouvier avait acquis un terrain dès 1793. Pierre Rouvier et sa femme se rapprochent alors de ce fils et s'installent à Perpignan, où Pierre meurt le 19 octobre 1818, âgé de 77 ans, puis Rose, le 2 août 1825.

## Conservation
Musée du Louvre :
- Portrait de femme au corsage bleu clair décolleté, 1781.
- Portrait d'Armand Scipion Urbain, Marquis de Pujol, 1781.
- Une mère et ses deux enfants, s.d.
- Portrait d'un petit garçon [attrib.][21], miniature sur ivoire montée sur un étui-carnet de bal, s.d.

Metropolitan Museum of Art :
- Boîte avec portrait dit de Mme Bailly[22], vers 1780-1789.

Musée Napoléon, château d'Arenenberg :
- Eugène de Beauharnais, vers 1810.